# Port lotniczy Dillingham
Port lotniczy Dillingham (IATA: DLG, ICAO: PADL) – port lotniczy położony 4 km na zachód od Dillingham, w stanie Alaska, w Stanach Zjednoczonych.